# ادلفیا (نیو جرسی)
ادلفیا، نیو جرسی (به انگلیسی: Adelphia, New Jersey) در ایالات متحده آمریکا است که در نیوجرسی واقع شده‌است.

## خصوصیات
ادلفیا ۳۰ متر بالاتر از سطح دریا واقع شده‌است.